# Asparagus aspergillus
Asparagus aspergillus — вид рослин із родини холодкових (Asparagaceae).

## Біоморфологічна характеристика
Це витка чи прямовисна трава чи кущ до 2 метрів заввишки; гілки від голих до лускатих, блідо-сірі. Колючки 3–10 мм завдовжки. Кладодії в пучках, 7– 20 мм завдовжки й < 0.5 завтовшки, відсутні на час цвітіння. Суцвіття китицеподібні 1.2–4.5 см завдовжки. Листочки оцвітини від білого до кремового забарвлення, від довгастих до зворотно-яйцюватих, ± 3 мм завдовжки, ± рівні; тичинок 6, трохи коротші; пиляки чорні. Ягода червона, куляста, ± 6 мм у діаметрі, 1–2-насінна.

## Середовище проживання
Ареал: пд. Ефіопія, Зімбабве, Замбія, Мозамбік, Кенія, Сомалі, Намібія, Танзанія, пн. ПАР.
Населяє чагарники, лісисті й чагарникові луки, сухі луки; на висотах 600–1600 метрів.